# 具志川村
具志川村（ぐしかわそん）は沖縄県の久米島にあった村である。仲里村への通勤率は12.7%。久米島の西半分と硫黄鳥島から成る。
なお、硫黄鳥島は沖縄県最北端の無人島で、鹿児島県徳之島の西に位置し、久米島からは遠く離れている。
琉球王国時代の17世紀から長年、西半分を具志川、東半分を仲里と分かれており、復帰後に隣村の仲里村との合併話があったものの、合併後の新庁舎の位置をめぐり一時は頓挫。そして1990年代に入り、再び両村合併が再浮上し、ようやく2002年4月1日に仲里村と合併し久米島町が誕生。具志川間切から300年以上、1908年に村制施行以来94年続いた具志川村が消滅した。

## 地理
- 沖縄本島から西へ約100km離れた久米島の西半分に位置する。
- 沖縄県最北端の硫黄鳥島も村に属した。1904年に住民が移住したのを最後に無人島となった。鳥島という集落はその当時移住した住民らでつくった集落である。

### 集落
- 硫黄鳥島（いおうとりしま）　20世紀初めに住民が久米島に移住し、無人島となった。
- 上江洲（うえず）
- 大田（おおた）
- 大原（おおはら）
- 嘉手苅（かでかる）
- 兼城（かねぐすく）
- 北原（きたはら）
- 具志川（ぐしかわ）
- 鳥島（とりしま）　かつて硫黄鳥島から移住した住民らでつくった集落
- 仲地（なかち）
- 仲泊（なかどまり）　村役場所在地
- 仲村渠（なかんだかり）
- 西銘（にしめ）
- 山里（やまざと）

## 交通

### 空路
- 村内の久米島空港から那覇空港へ毎日数便運航しているほか、1997年からは東京・羽田空港へも6月 - 9月の季節限定で運航している。

### 海路
- 村内の兼城港から大型フェリーが渡名喜島経由で那覇泊港とを結んでいる（1日1往復だったが、高速船廃止後の2005年から毎日2往復になった）。
- 2004年までは、4月から10月の限定で高速船「ぶるーすかい」が、仲里村の真泊港から渡名喜島経由で那覇泊港を結んでいたが廃止された。

### 陸路
道路
- 沖縄県道89号久米島空港真泊線（主要地方道）
- 沖縄県道175号兼城港線（唯一村内止まりの県道）
- 沖縄県道242号宇根仲泊線
- 沖縄県道245号久米島一周線

路線バス
- 隣の仲里村とを結んでいるほか、航空機のダイヤに合わせて久米島空港とを結ぶバスも運行されている。

## 主な観光地
- 五枝の松

## 出身著名人
- 大田昌秀（琉球大学名誉教授、元沖縄県知事、元社民党参議院議員）
- 宮里静湖（詩人、童謡「桑の実」や「沖縄県民の歌」を作詞）

## 備考
1968年に沖縄本島中部の中頭郡具志川村が具志川市に昇格するまで、同名の「具志川村」が久米島と本島の2か所に存在していた。そのため郵便物などを送るときや住所を書くときは、久米島の具志川村へは「久米島具志川村」または「島尻郡具志川村」、本島の具志川村へは「中頭郡具志川村」と書いた（本来は県、郡、町村全て書くべきである）。1976年に出版した郷土史も表題が『久米島具志川村史』とされている。
本島の具志川村が市制施行して具志川市となった後は「久米島」や「島尻郡」と書く必要は無くなったが、久米島以外で「具志川」といえば中部の具志川を指すことが多々ある。特に仲里村との合併で久米島町となって以降は、島外で「具志川」と言う場合に久米島西部の具志川を指すことは少なくなった。一方、本島の「具志川」は石川市などと合併してうるま市となって以降も同市に大字として現存しており、市の中心部を指す地名としてよく使われている。